# Llista de simfonies en do major
Llista de simfonies en do major, que inclou totes les simfonies en la tonalitat de do major escrites pels compositors més destacats, encara que sigui una obra poc coneguda d'aquests compositors.
| Compositor              | Simfonia |
| ----------------------- | --- |
| Carl Friedrich Abel     | - Simfonia en do major, op. 10/4 |
| Kurt Atterberg          | - Simfonia núm. 6 en do major |
| Mili Balakirev          | - Simfonia núm. 1 en do major (1864-1866) |
| Arnold Bax              | - Simfonia núm. 6 en do major (1934) |
| Ludwig van Beethoven    | - Simfonia núm. 1, op. 21 (1800) |
| Franz Berwald           | - Simfonia núm. 3 en do major, "Singulière" |
| Georges Bizet           | - Simfonia en do (1855) |
| Havergal Brian          | - Simfonia núm. 7 en do major - Simfonia núm. 13 en do major - Simfonia núm. 27 en do major |
| Luigi Boccherini        | - Simfonia en do major, G. 495, op. 21/3 (1775) - Simfonia en do major, G. 505, op. 12/3 (1771) - Simfonia en do major, G. 515, op. 37/1 (1786) - Simfonia en do major, G. 519, op. 41 (1788) |
| William Boyce           | - Simfonia en do major, op. 2/3 |
| Paul Dukas              | - Simfonia en Do (1896) |
| Joseph Haydn            | - Simfonia núm. 2 en do major (1764) - Simfonia núm. 7 en do major, Le Midi (1761) - Simfonia núm. 9 en do major (1762) - Simfonia núm. 20 en do major (1766) - Simfonia núm. 25 en do major (1766) - Simfonia núm. 30 en do major, Alleluia de 1765) - Simfonia núm. 32 en do major (1766) - Simfonia núm. 33 en do major (1767) - Simfonia núm. 37 en do major (1758) - Simfonia núm. 38 en do major, Echo (1769) - Simfonia núm. 41 en do major (1770) - Simfonia núm. 48 en do major, Maria Theresa (1769) - Simfonia núm. 50 en do major (1773) - Simfonia núm. 56 en do major (1774) - Simfonia núm. 60 en do major, Il distratto (1774) - Simfonia núm. 63 en do major, La Roxelane (1781) - Simfonia núm. 69 en do major, Laudon (1779) - Simfonia núm. 82 en do major, The Bear (1786) - Simfonia núm. 90 en do major (1788) - Simfonia núm. 97 en do major (1792) |
| Michael Haydn           | - Simfonia núm. 1 en do major, MH 23, Perger 35 (1758?) - Simfonia núm. 2 en do major, MH 37, Perger 2 (1761) - Simfonia núm. 8 en do major, MH 64, Perger 4 (1764) - Simfonia núm. 18 en do major, MH 188, Perger 10 (1773) - Simfonia núm. 20 en do major, MH 252, Perger 12 (1777) - Simfonia núm. 28 en do major, Opus 1 núm. 3, Perger 19, MH 384 - Simfonia núm. 39 en do major, MH 478, Perger 31 (1788) |
| Joseph Martin Kraus     | - Simfonia en do major amb violí obligat, VB 138 - Simfonia en do major, VB 139 - Simfonia en do major, "Singmarinen 4", VB Anhang 10 |
| Wolfgang Amadeus Mozart | - Simfonia núm. 9 en do major, K. 73 - Simfonia núm. 16 en do major, K. 128 (1772) - Simfonia núm. 22 en do major, K. 162 (1773) - Simfonia núm. 28 en do major, K. 200 (1774) - Simfonia núm. 34 en do major, K. 338 (1780) - Simfonia núm. 36 en do major, K. 425 "Linz" (1783) - Simfonia núm. 41 en do major, K. 551 "Jupiter" (1788) |
| Serguei Prokófiev       | - Simfonia núm. 4 (en la versió original, op. 47 (1930) - Simfonia núm. 4 (en la versió revisada), op. 112 (1947) |
| Franz Schubert          | - Simfonia núm. 6, D. 589 - Simfonia núm. 9, D. 944 "La Gran" (1828) |
| Robert Schumann         | - Simfonia núm. 2, op. 61 (1846) |
| Dmitri Xostakóvitx      | - Simfonia núm. 7, op. 60 "Leningrad" (1942) |
| Jean Sibelius           | - Simfonia núm. 3, op. 52 (1907) - Simfonia núm. 7, op. 105 (1924) |
| Ígor Stravinski         | - Simfonia en Do (1940) |
| Ludwig Spohr            | - Simfonia núm. 7 en do major |
| Richard Wagner          | - Simfonia en do major |
| Carl Maria von Weber    | - Simfonia núm. 1 en do major, op. 19, J. 50 |